# The Flying Machine
The Flying Machine war eine britische Pop-Band.

## Geschichte
Die Gruppe, gebildet aus Teilen der Formation Pinkerton’s Assorted Colours, bestand ausschließlich aus Studiomusikern. Mit dem Song Smile a Little Smile for Me hatten sie im Jahr 1969 ihren einzigen Erfolg in den US-Charts und erreichten Platz 5. Die Single Baby Make It Soon war ein Cover von The Marmalade.

## Diskografie (Auswahl)

### Alben
- 1969: The Flying Machine
- 1970: Down To Earth With The Flying Machine
- 1998: Flight Recorder - From Pinkerton’s

### Singles
- 1969: Baby Make It Soon, Smile A Little Smile For Me
- 1969: Send My Baby Home Again, Look At Me Look At Me
- 1970: Hanging On The Edge Of Sadness, Flying Machine
- 1970: The Devil Has Possession Of Your Mind, Hey Little Girl
- 1970: Yes I Understand, Pages Of Your Life